# Kołtki
Kołtki – wieś w Polsce położona w województwie zachodniopomorskim, w powiecie szczecineckim, w gminie Biały Bór.
Miejscowość jest siedzibą sołectwa Kołtki w którego skład wchodzą również miejscowości Bagniewko, Gostkowo, Kierzkowo, Kosobudy, Miłkowo, Rzyszczewko i Zduny. Znaczny procent mieszkańców wsi stanowi ludność pochodzenia ukraińskiego. 
W latach 1975–1998 wieś należała do woj. koszalińskiego.
- Kołtki. bialybor.netbiz.pl. [zarchiwizowane z tego adresu (2007-02-02)].